# 那須ロイヤルセンター
那須ロイヤルセンター（なすロイヤルセンター）は、かつて栃木県那須郡那須町高久乙にあった、福島交通グループ（小針グループ）が経営していた屋内型遊園地を含む温泉レジャー施設。1968年／1969年開業、2000年閉業。

## 概要
那須湯元温泉の西方約2キロメートルの位置、「新那須」と呼ばれていた当時山林の未開地に、およそ1966年から当時の福島交通関連会社「美福」社長の小針暦二が筆頭となって総合レジャーランド用地取得を開始し、1968年（昭和43年）12月に本館である「那須ロイヤルホテル」が完成し那須高原に開場した施設で、レジャーランド及びホテル別館と第二別館は1969年（昭和44年）4月に開業。東京ドーム10個分の広大な敷地の中に遊園地の他に、ホテル、大劇場、テニスコート、美術館、ゴーカートコースまで揃えた夢の一大レジャーランドであった。1975年（昭和50年）、盛況を誇った当時の施設は「プロムナード館」、「ファンタラマ館」、「レストランシアター」、「ショールーム」、「ホテル本館・別館」、「ボーリング場」、「ファンタラマ温室」、「ホステル館」（後にホテル第二別館と改称）、「ゴーカート」、「大庭園」（つつじ園）、「屋外プール」、「人工池」、「社員宿舎」で、センター全体の総工費は60億円（1969年当時）、当時の従業員数は800名、年商25億円だったが、経営母体の破産から2000年（平成12年）で営業を終え、跡地は一部がコナミ研修センター（北緯37度4分47.44秒 東経139度58分0.51秒 / 北緯37.0798444度 東経139.9668083度）となった他は別荘地として分譲されている。

## 施設
ファンタラマ
施設の名称は「ファンタジック・パノラマ」の略、水路総延長は350メートル。ディズニーパークにある「イッツ・ア・スモールワールド」を模した、ボートに乗り人形の音楽演奏場面などを巡るアトラクション。曲がりくねった水上を6人乗りのボートが移動し、世界25カ国をイメージして2000体の人形が配され、ハワイ（ワイキキ、フラダンス）・南太平洋（シーラカンス、大ダコ、バチスカーフ）・アメリカ（ニューオーリンズ、ニューヨーク、ウエストサイド、西武の荒野、ケープケネディ、月世界、宇宙船）・ナイアガラの滝・ヨーロッパ（バッキンガム宮殿・衛兵パレード・白鳥の湖・フレンチカンカン・円卓の騎士・ブローニュの森・エッフェル塔・芸術の国・お菓子の国・チューリップの花園・風車・白鳥の王子・親指姫・スズの兵隊・隊長ブーリバ・人形パレード・チボリの噴水・ガラスの人形サーカス・ロンドン橋・白雪姫・シンデレラ・ヴェニスサンマルコ・ベスビオス火山・ピノキオ・スペイン闘牛・ガリバー）・アフリカ（密林・キャラバン・砂漠）・アラビア（アリババ）・中国（蛇踊り）の順で各地の名所や童話などを描いた　。テーマ曲は独自のもので、「すてきな世界　ファンタラマ」（サトウハチロー：作詞、中田喜直：作曲）は、レコードで市販もされていた。入口、出口それぞれ世界各国の言葉で「こんにちは」「さようなら」が書かれている。世界のブースごとにテーマ曲にアレンジが施されており、その世界観に見合った雰囲気となる。植物は本物が使用され、人形も懲った造形となっている。
ゲームコーナー
ピンボールマシン、アーケードゲーム、クレーンゲーム、もぐら叩き、アーチェリーゲームなどゲームセンターでお馴染みのゲームが多数設置されており、主に1ゲーム10〜50円で遊ぶことができた。
お化け屋敷
自分で歩行し出口を目指すスタイル。入口の看板には和風の幽霊が描かれており、中に入るとやはり和風の幽霊がいるのであるが、ミイラ男などもいる。壁には蛍光塗料でサイケデリックな模様が描かれており、中間には吊り橋などもある和洋折衷。入口付近だけ極端に暗く、手探りで歩く方向を見付けなければならない。
射的
ゲームコーナーと併設。専用の銃が用意されており、200円でBB弾（通常の6 mmより大きいサイズのもの）を5発もらえる。薄い紙で吊された景品の紙部分を狙い撃ち、落とすことで手に入る。景品はぬいぐるみやお菓子（スナック菓子）セット、那須ロイヤルセンター関連施設の割引チケットなどさまざま。
メリーゴーランド
屋内に設置。
ジェット機
屋内に設置。200円で遊べる。全体としてはメリーゴーランド式の軸を中心に回転するアトラクションであるが、手元のハンドル（上下運動）とスイッチ（ビーム発射）を押して前にいるジェット機を撃墜（撃墜されたジェット機は一定時間下部を漂う）することができる。1台に大人は1人、子どもは2人乗りできる。
ティーカップ
屋内に設置
観覧車
屋外に設置。
ゴーカート
屋外に設置。コース全長450m。
那須ロイヤルボウル
屋内に設置。全16レーン、米国ブランズウィック社製レーンを導入コース全長450m、専属コーチ在住。
その他
屋内には子ども向けの野球ボール大のゴムボールを敷き詰めたブース（無料）、ジャンボマックス（正確にいえば置物）など、屋外には大人向けの、現地で取れた野菜の販売コーナーなど、ほか軽食コーナーなどがあった。

## 那須ロイヤルホテル

### 本館詳細
本館、別館、第二別館を合わせて合計約2500名収容可能。本館は2,900平米地上5階地下1階建て、鉄筋鉄骨造、海抜800メートルの位置に建設。ホテル本館には七色の照明を備えた「大浴場」、「サウナ」、「スナック」、「コーヒーショップ ローレル」（24席、13時間営業）、「レストラン メイプル」（メインダイニング、114席）、「グリルテラス スカーレット」（80席、噴水つき室内グリル料理専門店）、けやき造りの国際会議場施設「けやき」、大休憩所「菊の間」（1500名収容・宴会可能）、「大広間」（名称：ゴールデン、1000名収容可能・宴会可能）、「民芸大舞台」（民謡・演芸専用の常設舞台）、「中・小会議場」（松・竹）、「成人向け娯楽映画館」、「ショッピングコーナー」（常設30店舗のお土産品・物販コーナー）、貴賓室1室、スイートルーム3室（4階、名称：バイオレット、3部屋続き、室料5万円）、洋室77室、和室19室、和洋室10室などを備え収容人員は300名の高級タイプのリゾートホテル。エントランス・ロビーからエレベータホールの壁面と柱はイタリア産のピンク色の大理石で施工されていた。

### 別館詳細
14階建て2100平米、鉄筋造高層ビルタイプ、全館バス・トイレ付き客室で100室（内「特別室」4室）で500名収容。1泊2食つき3000円、540畳の舞台装置付き大宴会場併設、舞台装置付き中・小宴会場併設、バー（最上階14階のカクテルラウンジ、50席、10時間営業、可動式ペンダントライト設備常備）、サウナ、和食堂、キャフェテリア大食堂（176席、8時間営業）が併設された中クラスのリゾートホテル。

### 第二別館詳細
地上4階1950平米、鉄筋造全97室、400名収容可能。レストラン、バー、大浴場併設のファミリー向けエコノミーホテル。
※本館、別館、第二別館共にレストランシアターと各宴会場、大浴場などの設備は自由利用可能だった。

## 那須ロイヤルシアター

### レストランシアター詳細
レジャーランド中心部に位置した大型劇場で、開館当初は1500人収容（椅子席1100、桟敷席400）、後に600人収容の『レストランシアター』に改修された。電気設備は関東電気工事株式会社が担当。SCR照明設備常設、オーケストラボックス常設、8チャンネル同時ワイヤレスマイクPA設備（マルチミックスミキサー卓併設）を常設、廻り舞台設備常設。特に照明設備は演目内容の幅広さ（ミュージカル、歌舞伎、バレー、演劇、オペラ、日本舞踊）を考慮した専用設計で設置。本舞台フットライト設備、銀橋フットライト設備、ロアーホリゾントライト設備、サイドスポット設備、センターピンアークスポットライト設備、ビームランプ設備の各設備を備えていた。
※出典：

### 那須ロイヤルダンシングチーム
1971年（昭和46年）開設。専属の『那須ロイヤルダンシングチーム』によるグランド・レビューショーが行われていた。開設当時の芸能担当は福中国明、企画担当は亀井喜代俊（宝塚劇団出身）、日舞・振付・演出担当は藤間勘寿郎（日舞出身）、洋舞担当は山田卓、ロイヤルオーケストラ担当は和田光正、専属ダンサーは30名。後に、企画担当が福中国昭、構成・振付が大谷盛雄、振付が奥山賀津子、音楽担当が中川　昌、装置担当が吉村捨男、衣装担当が静間潮太郎、声楽指導が山下美音子、照明担当が川本周二、演奏はRMCロイヤルオーケストラ、指揮者は望月　敏の各スタッフが担当した。同ダンシングチームは平日2回、日・祭日は3回公演、年間4回の演目構成で、専門の「ロイヤルミュージカルスクール」にて、日舞・洋舞を中心に1年間の研修を行う。1987年（昭和62年）度の広告によると、翌1988年（昭和63年）度の第18期舞踏研究生として15歳以上の女子（経験不問）を若干名募集し、大阪で2月、東京で3月にオーディションを行っていた。受験料は無料。最終公演の「ブラボーロイヤル」第83回公演をもって1997年（平成9年）解散。『那須ロイヤルダンシングチーム』に関しては、1993年度に採用された踊り子（ダンサー）の春乃まり・著の書籍『レヴューの踊り子さん』（新風舎/1999年8月刊）が当時の様子を詳細に書き残している。

## その他
- 早稲田大学の漫画研究会が夏期休業を利用して似顔絵書きのアルバイトをしていた。このメンバーの中には、堀井雄二・土居孝幸・町山智浩らが含まれていた[9]。
- AMラジオ局栃木放送 で10分番組「那須ロイヤルタイム」を放送していた。
- 「怪奇大作戦」第26話（最終話）・ゆきおんな（1969年放映）では開業前だった那須ロイヤルホテルが撮影ロケ地となっており、シアターレストランのダンスシーンは「ロイヤルダンシングチーム」によるもの。円谷プロダクションと那須ロイヤルセンターのタイアップ企画だった。
- 「ウルトラマンタロウ」第15話・青い狐火の少女（1973年放映）ではロイヤルセンターの一部が撮影ロケ地となっており、現役時代の施設の壁面やゴーカート、風車などが一瞬映り込んでいる。撮影時期は不明。
- 落語芸術協会に所属する奇術師のマジックジェミー（北見伸門下）はロイヤルダンシングチームに在籍経験がある。

## 交通アクセス（当時）
注意：現在は存在しません
- 東北本線（愛称・宇都宮線）黒磯駅より、東野交通バス「那須ロイヤルセンター行」終点下車。
  - 昭和49年4月25日 - 11月30日の時刻表では次の2系統があった[10]
    - 黒磯駅 - ロイヤルセンター - ハイランドパーク[11] 計13往復、朝夕はロイヤルセンター発止まり
    - 那須ロープウェイ山麓駅 - 湯本 - ロイヤルセンター 計6往復、山麓駅発着は日中のみ
- 経営母体であった福島交通の路線バスが、郡山駅（のちに短縮されて白河駅）から乗り入れていた。

## 晩年の那須ロイヤルセンター
以下は1995年4月時点の「那須ロイヤルセンター」の営業状況と施設に関するものである。

### 営業状況
- 経営母体：株式会社日本ロイヤルクラブ（小針美雄）
- 従業員数：170名
- 資本規模：4億8000万円
- 営業時間：9:00から21:00（通常/季節により変更あり）
- 土地の所有形態：自己所有
- 駐車場規模：1000台
- 入場料金：大人800円（夏季・日祝特別期間1000円）、子供400円（夏季・日祝特別期間500円）、大人団体料金640円（夏季・日祝特別期間800円）、子供団体料金320円（夏季・日祝特別期間400円）

### 遊戯施設
- エンタープライズ（300円/泉陽興業製）
- ゴーカート（1人乗り500円、2人乗り700円）
- ボールプール（300円）
- お化け屋敷（300円）
- マジックハウス（300円）
- ミニSL（200円）
- 迷路（400円）
- 子供王国（400円）
- ファンタラマ（200円/自社）

※遊戯施設の運営委託先はナムコ、小貫商事、丸山工芸、水野企画。

### スポーツ施設
- プール（800平方メートル、変形型、夏季のみ営業9:00-17:00、大人1200円、子供600円）
- テニスコート（全天候型4面、春季から秋季のみ営業9:00-17:00、宿泊者1時間2000円、ビジター1時間3000円）

### 料飲施設
- シアターレストラン（500席、直営）
- 居酒屋（40席、委託）
- 中華コーナーふじや（20席、委託）
- ホテルレストラン メープル（100席、直営）

### 物販施設
- いづみや（饅頭、菓子類販売、委託）
- 宇山商店（玩具類、委託）
- 東野商店（菓子類、陶器類販売、委託）
- 佐藤商店（土産品、民芸品類販売、委託）

### 宿泊施設・付帯施設
- 那須ロイヤルホテル本館（客室数80室、収容人数200名）
- 那須ロイヤルホテル別館（客室数86室、収容人数450名）
- 那須ロイヤル美術館（延床面積1,820平方メートル、展示数70点、肉筆浮世絵407点を収蔵展示）

※出典：